# Tetradactylus
Tetradactylus – rodzaj jaszczurek z podrodziny Gerrhosaurinae w obrębie rodziny tarczowcowatych (Gerrhosauridae).

## Zasięg występowania
Rodzaj obejmuje gatunki występujące w Afryce Subsaharyjskiej (Demokratyczna Republika Konga, Tanzania, Zambia, Angola, Mozambik, Eswatini i Południowa Afryka).

## Charakterystyka
U gatunków z tego rodzaju charakterystyczna jest stopniowa redukcja kończyn i palców – od dwóch par pięciopalczastych, drobnych i wątłych kończyn u T. seps, przez cztero- (T. tetradactylus), dwu- (przednie u T. eastwoodae) i jednopalczaste (tylne u T. eastwoodae) do prawie całkowitej redukcji kończyn u T. ellenbergeri.

## Systematyka
Rodzaj zdefiniował w 1820 roku niemiecki botanik i zoolog Blasius Merrem w publikacji własnego autorstwa poświęconej systematyce płazów i gadów. Gatunkiem typowym jest (oznaczenie monotypowe) rózgowiec czteropalcy (T. tetradactylus).

### Etymologia
- Tetradactylus: τετρα- tetra- „cztero-”, od τεσσαρες tessares ‘cztery’[11]; δακτυλος daktulos ‘palec’[12].
- Cicigna: etymologia niejasna, Gray nie podał wyjaśnienia nazwy rodzajowej[2]; Agassiz uważał, że to zmyślona nazwa[13]. Gatunek typowy (oznaczenie monotypowe): Sincus sepiformis Schneider, 1801 (= Lacerta seps Linnaeus, 1758).
- Saurophis: gr. σαυρος sauros ‘jaszczurka’[14]; οφις ophis, οφεως opheōs ‘wąż’[15]. Gatunek typowy (oznaczenie monotypowe): Lacerta seps Linnaeus, 1758.
- Caitia (Caetia): etymologia niejasna, Gray nie podał wyjaśnienia nazwy rodzajowej[2]; Agassiz uważał, że to zmyślona nazwa[16]. Gatunek typowy (oznaczenie monotypowe): Caitia africana Gray, 1838.
- Homodactylus: gr. ὁμως homōs ‘taki sam, razem’[17]; δακτυλος daktulos ‘palec’[12]. Gatunek typowy (oryginalne oznaczenie): Caitia africana Gray, 1838.
- Pleurostrichus: gr. πλευρα pleura ‘bok’[18]; θριξ thrix, τριχος trikhos ‘włosy’[19]. Gatunek typowy: Sincus sepiformis Schneider, 1801 (= Lacerta seps Linnaeus, 1758).
- Paratetradactylus: gr. παρα para ‘blisko,  obok’[20]; rodzaj Tetradactylus Merrem, 1920. Gatunek typowy (oznaczenie monotypowe): Paratetradactylus ellenbergeri Angel, 1922.

### Podział systematyczny
Do rodzaju należą następujące gatunki:
- Tetradactylus africanus Gray, 1838
- Tetradactylus breyeri Roux, 1907
- Tetradactylus eastwoodae Hewitt & Methuen, 1913 – takson wymarły
- Tetradactylus ellenbergeri (Angel, 1922)
- Tetradactylus fitzsimonsi Hewitt, 1915
- Tetradactylus seps (Linnaeus, 1758)
- Tetradactylus tetradactylus (Daudin, 1802) – rózgowiec czteropalcy
- Tetradactylus udzungwensis Salvidio, Menegon, Sindaco & Moyer, 2004